# 동키 킹
《동키 킹》(영어: The Donkey King)은 2018년에 파키스탄에서 개봉한 애니메이션 코미디 가족 영화이다.

## 출연

### 한국어
- 최원형 - 동키 역
- 김희진 - 나타샤 역
- 변종필 - 듀크 왕 / 무어 역
- 박영화 - 코트니 / 라몬 역
- 조연우 - 래리 왕자 역
- 남유정 - 라니 / 염소 엄마 역
- 고성일 - 앵커 / 진행자 역